# أوقست مونتي
أوقست مونتي (بالإيطالية: Augusto Monti)‏ (و. 1881 – 1966 م) هو كاتب، ومدرس، وسياسي من إيطاليا، ومملكة إيطاليا، ولد في موناستيرو بورميدا، توفي في روما، عن عمر يناهز 85 عاماً.

## التعليم
تعلم في جامعة تورينو
.